# Commonwealth Games 1982/Boxen
Die 12. Boxwettkämpfe der Herren bei den Commonwealth Games 1982 wurden vom 30. September bis zum 9. Oktober im australischen Brisbane ausgetragen. Insgesamt wurden 44 Medaillen in 11 Gewichtsklassen vergeben.

## Medaillengewinner
| Klasse                         | Gold                       | Silber                    | Bronze                                               |
| ------------------------------ | -------------------------- | ------------------------- | ---------------------------------------------------- |
| Halbfliegengewicht (- 48 kg)   | Brahim Wachire Kenia       | John Lyon England         | Lucky Siame Sambia Leonard Makhanya Swasiland        |
| Fliegengewicht (- 51 kg)       | Michael Mutua Kenia        | Joe Kelly Schottland      | Grant Richards Australien Albert Musankabala Sambia  |
| Bantamgewicht (- 54 kg)        | Joe Orewa Nigeria          | Roy Webb Nordirland       | Ray Gilbody England Richard Reilly Australien        |
| Federgewicht (- 57 kg)         | Peter Konyegwachie Nigeria | Peter Hanlon England      | Rodney Harberger Australien Winfred Kabunda Sambia   |
| Leichtgewicht (- 60 kg)        | Hussein Khalili Kenia      | James McDonnell England   | Brian Tink Australien Steve Larrymore Bahamas        |
| Superleichtgewicht (- 63,5 kg) | Christopher Ossai Nigeria  | Charles Owiso Kenia       | Clyde McIntosh England David Chibuye Sambia          |
| Weltergewicht (- 67 kg)        | Chris Pyatt England        | Laston Mukobe Sambia      | Charles Nwokolo Nigeria C.C. Machaiah Indien         |
| Superweltergewicht (- 71 kg)   | Shawn O’Sullivan Kanada    | Nicholas Croombes England | Roland Omoruyi Nigeria Tom Corr Nordirland           |
| Mittelgewicht (- 75 kg)        | Jimmy Price England        | Douglas Sam Australien    | Jeremiah Okorodudu Nigeria Kevin McDermott Kanada    |
| Halbschwergewicht (- 81 kg)    | Fine Sani Fidschi          | Jonathan Kiriisa Uganda   | Kevin Barry Neuseeland Joseph Poto Sambia            |
| Schwergewicht (+ 81 kg)        | Willie DeWitt Kanada       | Harold Hylton England     | William Isangura Tansania Mohamed Abdalla Kent Kenia |

## Medaillenspiegel
| Rang | Land       | Gold | Silber | Bronze | Gesamt |
| ---- | ---------- | ---- | ------ | ------ | ------ |
| 1    | Kenia      | 3    | 1      | 1      | 5      |
| 2    | Nigeria    | 3    | 0      | 3      | 6      |
| 3    | England    | 2    | 5      | 2      | 9      |
| 4    | Kanada     | 2    | 0      | 1      | 3      |
| 5    | Fidschi    | 1    | 0      | 0      | 1      |
| 6    | Sambia     | 0    | 1      | 5      | 6      |
| 7    | Australien | 0    | 1      | 4      | 5      |
| 8    | Nordirland | 0    | 1      | 1      | 2      |
| 9    | Uganda     | 0    | 1      | 0      | 1      |
| 9    | Schottland | 0    | 1      | 0      | 1      |
| 11   | Bahamas    | 0    | 0      | 1      | 1      |
| 11   | Neuseeland | 0    | 0      | 1      | 1      |
| 11   | Tansania   | 0    | 0      | 1      | 1      |
| 11   | Indien     | 0    | 0      | 1      | 1      |
| 11   | Swasiland  | 0    | 0      | 1      | 1      |
|      | Gesamt     | 11   | 11     | 22     | 44     |